# ووسکرسنسک
شهر ووسکرسنسک (به روسی: Воскресенск) در کشور روسیه و در اوبلاست مسکو واقع شده‌است.